# Крушельница (река)
Крушельница (укр. Крушельниця) — река в Стрыйском районе Львовской области Украины. Правый приток реки Стрый (бассейн Днестра).
Длина реки 14 км, площадь бассейна 36 км². Типично горная река. Долина узкая, покрыта лесом (особенно в среднем и верхнем течении). Пойма в основном односторонняя или отсутствует. Русло слабоизвилистое, с каменистым дном, многочисленными перекатами и небольшими водопадами. Характерны паводки после сильных дождей и во время оттепели.
Берёт начало на южных склонах горы Великий Верх, в пределах национального парка «Сколевские Бескиды». Течёт между горами Сколевских Бескидов преимущественно на восток, в приустьевой части — на северо-восток. Впадает в Стрый в пределах села Крушельница.